# داف دافودیل

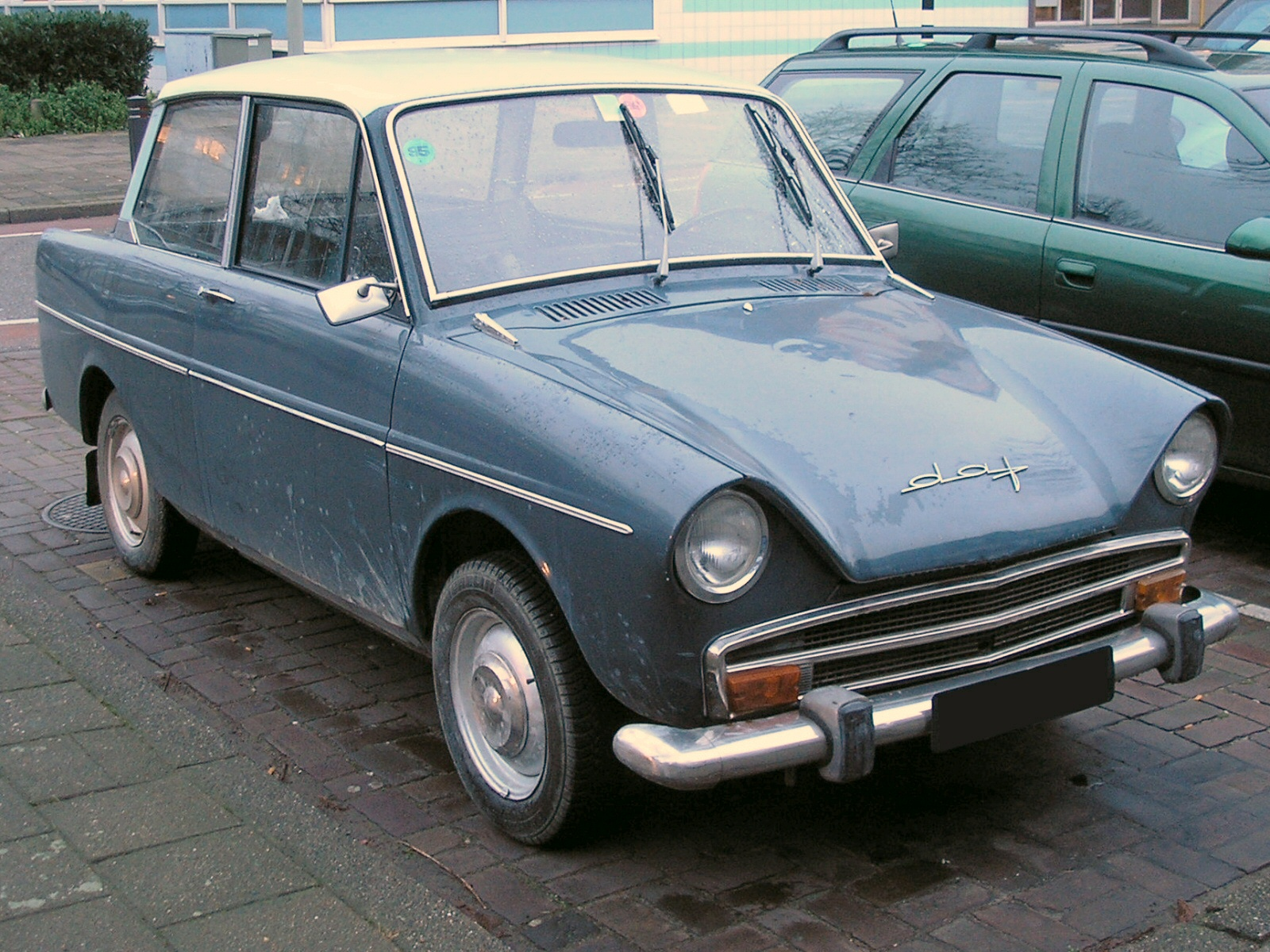

داف دافودیل (DAF Daffodil) خودرویی است که در سال‌های ۱۹۶۱–۱۹۶۳ (۷۵۰)۱۶،۷۶۷ produced

۱۹۶۱ تا ۱۹۶۷ (Daffodil)
۱۳۲،۹۱۹ producedدر آیندهوون و هلند تولید شده‌است.
این خودرو در کلاس خودرو کامپکت قرار گرفته، طراحی آن خودروهای موتور جلو-محور عقب بوده است.
موتور آن ۷۴۶ سی‌سی است.